# 1017 Jacqueline
1017 Jacqueline је астероид главног астероидног појаса са пречником од приближно 37,65 km.
Афел астероида је на удаљености од 2,806 астрономских јединица (АЈ) од Сунца, а перихел на 2,408 АЈ.
Ексцентрицитет орбите износи 0,076, инклинација (нагиб) орбите у односу на раван еклиптике 7,936 степени, а орбитални период износи 1537,916 дана (4,210 године).
Апсолутна магнитуда астероида је 10,90 а геометријски албедо 0,054.
Астероид је откривен 4. фебруара 1924. године.